# Селянина, Ольга Васильевна
Ольга Васильевна Селянина (род. 27 апреля 1974 года) — российский тренер по дзюдо. Заслуженный тренер России по дзюдо.

## Спортивная карьера
Карьера Ольги как тренера началась, когда она стала тренировать дзюдоистов в спортивном клубе "Виктория" (Екатеринбург) в 1993 году. В 2018 году ей было присвоено звание заслуженного тренера России по дзюдо. На данный момент работает тренером в спортивном клубе "Родина".
Известные ученики:
- Сахават Гаджиев (чемпион России 2018-19)[5]
- Абдулла Ахмедов (бронза чемпионата России 2023 по дзюдо)[6]
- Кристина Дудина (чемпионка Европы 2024, бронза первенства мира среди юниоров 2023 по дзюдо)[7][8]
- Ксения Медведева (бронза чемпионата России 2022-23 по дзюдо)
- Милена Хилова (чемпионка России по самбо 2023)
- Азер Исмаилов (победитель первенства России среди юниоров по дзюдо 2016)[9]
- Татьяна Аксенова (победительница первенства России среди юниоров по дзюдо 2016)[9]

## Личная информация
Ольга имеет высшее образование по специальность инженер, а так же среднее педагогическое образование высшей категории в сфере физической культуры.